# Giovanni Ponzio
Giovanni Ponzio (falecido em 1033) foi um cardeal italiano da Igreja Católica e titular da sé suburbicária de Porto-Santa Rufina.

## Biografia
Não há muitas informações acerca de sua vida. Seu sobrenome também é listado como Pontius.
Giovanni foi criado cardeal-bispo de Porto-Santa Rufina no consistório de 1025 realizado pelo Papa João XIX.

Ele morreu em 1033.